# Luke Bell
Luke Bell (* 21. April 1979 in Portland) ist ein ehemaliger Triathlet aus Australien und Ironman-Sieger (2013). Er wird in der Bestenliste australischer Triathleten auf der Ironman-Distanz geführt.

## Werdegang
Mit 17 Jahren bestritt Luke Bell seinen ersten Triathlon.
In seinem ersten Jahr als Profi-Athlet wurde der 24-jährige im Oktober 2003 Fünfter beim Ironman Hawaii

Seine Spitznamen sind Lukey oder Bellie und er wird trainiert von Paul Huddle, dem Ehemann der mehrfachen Siegerin des Ironman Hawaii, Paula Newby-Fraser.
Seit Anfang des Jahres 2015 startete er für das neu gegründete Bahrain Elite Endurance Triathlon Team, welches von Chris McCormack geleitet wird.
Seit 2017 tritt Luke Bell nicht mehr international in Erscheinung. 
Luke Bell lebt in Melbourne.

## Sportliche Erfolge
| Datum/Jahr    | Rang | Wettbewerb                      | Austragungsort           | Zeit     | Bemerkung                                                                                |
| ------------- | ---- | ------------------------------- | ------------------------ | -------- | ---------------------------------------------------------------------------------------- |
| 15. Nov. 2015 | 1    | Challenge Shepparton            | Shepparton               | 03:51:23 |                                                                                          |
| 16. Nov. 2014 | 3    | Ironman 70.3 Ballarat           | Ballarat                 | 03:57:34 | Dritter bei der Erstaustragung                                                           |
| 7. Juni 2014  | 3    | Ironman 70.3 Boise              | Boise                    | 03:58:48 |                                                                                          |
| 21. Juli 2013 | 2    | Ironman 70.3 Lake Stevens       | Washington               | 03:55:59 | [ 3 ]                                                                                    |
| 24. Juni 2012 | 10   | Ironman 70.3 Buffalo Springs    | Lubbock                  | 04:15:37 |                                                                                          |
| 14. Aug. 2011 | 1    | Ironman 70.3 Lake Stevens       | Lake Stevens, Washington | 03:56:50 |                                                                                          |
| 12. Juni 2011 | 3    | Ironman 70.3 Kansas             | Lawrence                 | 03:56:13 |                                                                                          |
| 4. Juni 2011  | 1    | Ironman 70.3 Hawaii             | Hawaii                   | 03:58:14 | [ 4 ]                                                                                    |
| 1. Mai 2011   | 2    | Ironman 70.3 St. Croix          | Saint Croix              | 04:11:59 |                                                                                          |
| 20. Sep. 2010 | 1    | Ironman 70.3 Cancún             | Cancún                   | 03:59:46 | Sieg auf der halben Ironman-Distanz (1,9 km Schwimmen, 90 km Radfahren und 21 km Laufen) |
| 15. Aug. 2010 | 3    | Ironman 70.3 Lake Stevens       | Lake Stevens, Washington | 03:59:53 | [ 5 ]                                                                                    |
| 14. Nov. 2009 | 7    | Ironman 70.3 World Championship | Clearwater               | 03:40:16 |                                                                                          |
| 14. Juni 2009 | 1    | Ironman 70.3 Kansas             | Lawrence                 | 03:49:35 | Sieg vor Timothy O’Donnell                                                               |
| 17. Mai 2009  | 2    | Ironman 70.3 Florida            | Orlando, Florida         | 03:54:28 | zweiter Rang hinter dem Luxemburger Dirk Bockel                                          |
| 16. Aug. 2008 | 1    | Ironman 70.3 Lake Stevens       | Lake Stevens, Washington | 04:00:16 | [ 7 ]                                                                                    |
| 22. Juli 2007 | 2    | Vineman Ironman 70.3            | Sonoma County            | 03:51:01 | hinter seinem Landsmann Craig Alexander                                                  |
| 25. Juni 2006 | 1    | Ironman 70.3 Buffalo-Springs    | Lubbock                  | 03:54:48 |                                                                                          |
| 18. März 2006 | 1    | Ironman 70.3 California         | Oceanside                | 03:58:24 |                                                                                          |
| 23. Juli 2006 | 1    | Ironman 70.3 Lake Stevens       | Lake Stevens, Washington | 04:08:11 |                                                                                          |
| 12. Juni 2005 | 1    | Blackwater Eagleman             | Cambridge (Maryland)     | 03:53:57 | vor Viktor Zyemtsev                                                                      |
| 3. Apr. 2004  | 2    | Ralph’s California Half-Ironman | Oceanside                | 04:02:19 | hinter Francois Chabaud                                                                  |
| 7. Juni 2003  | 1    | Blackwater Eagleman             | Columbia                 | 03:47:15 |                                                                                          |
| 3. Aug. 2003  | 1    | Half-Vineman Triathlon          | Sonoma County            | 03:50:56 |                                                                                          |
| 4. Mai 2003   | 4    | Half-Ironman St. Croix          | Saint Croix              | 04:11:04 | hinter Craig Alexander, Shane Reed und Richie Cunningham                                 |
| 11. Dez. 2001 | 3    | Canberra City Half Ironman      | Canberra                 | 03:51:30 | hinter Paul Amey und Craig Alexander                                                     |

| Datum/Jahr    | Rang | Wettbewerb             | Austragungsort | Zeit     | Bemerkung                                                                            |
| ------------- | ---- | ---------------------- | -------------- | -------- | ------------------------------------------------------------------------------------ |
| 18. Feb. 2017 | 3    | Challenge Wanaka       | Wanaka         | 08:42:50 |                                                                                      |
| 3. Mai 2015   | 2    | Ironman Australia      | Port Macquarie | 08:38:34 | Zweiter hinter seinem Landsmann Paul Ambrose                                         |
| 18. Aug. 2013 | 1    | Ironman Mont-Tremblant | Québec         | 08:26:06 |                                                                                      |
| 5. Mai 2013   | 1    | Ironman Australia      | Port Macquarie | 08:30:23 |                                                                                      |
| 11. Aug. 2012 | 9    | Ironman New York       | New York City  | 08:39:20 |                                                                                      |
| 25. März 2012 | 7    | Ironman Melbourne      | Melbourne      | 08:10:38 | Siebter bei der Erstaustragung – mit neuer persönlicher Bestzeit auf der Langdistanz |
| 21. Mai 2011  | 3    | Ironman Texas          | The Woodlands  | 08:12:22 |                                                                                      |
| 3. März 2007  | 2    | Ironman New Zealand    | Taupō          | 08:27:41 |                                                                                      |
| 21. Okt. 2006 | 7    | Ironman Hawaii         | Hawaii         | 08:24:26 |                                                                                      |
| 28. Mai 2006  | 2    | Ironman Brasil         | Florianópolis  | 08:15:48 |                                                                                      |
| 3. Apr. 2005  | 2    | Ironman Australia      | Forster        | 08:31:17 | zweiter Rang hinter Chris McCormack                                                  |
| 25. Juli 2004 | 2    | Ironman USA            | Lake Placid    | 08:38:00 |                                                                                      |
| 18. Okt. 2003 | 5    | Ironman Hawaii         | Hawaii         | 08:34:38 |                                                                                      |
| 6. Apr. 2003  | 3    | Ironman Australia      | Forster        | 08:31:23 |                                                                                      |
| 1. Apr. 2002  | 6    | Ironman Australia      | Forster        | 08:40:01 |                                                                                      |

(DNF – Did Not Finish)